# Susanna Coffey
Susanna J. Coffey est une artiste peintre américaine née en 1949, particulièrement connue pour son travail sur l'autoportrait. 
Susanna Coffey étudie l'art à l’université du Connecticut puis à la Yale School of Art.
Elle enseigne la peinture à l'école de l'Institut d'art de Chicago et est élue membre de l'académie américaine des beaux-arts en 1999.